# Arnold Escher von der Linth

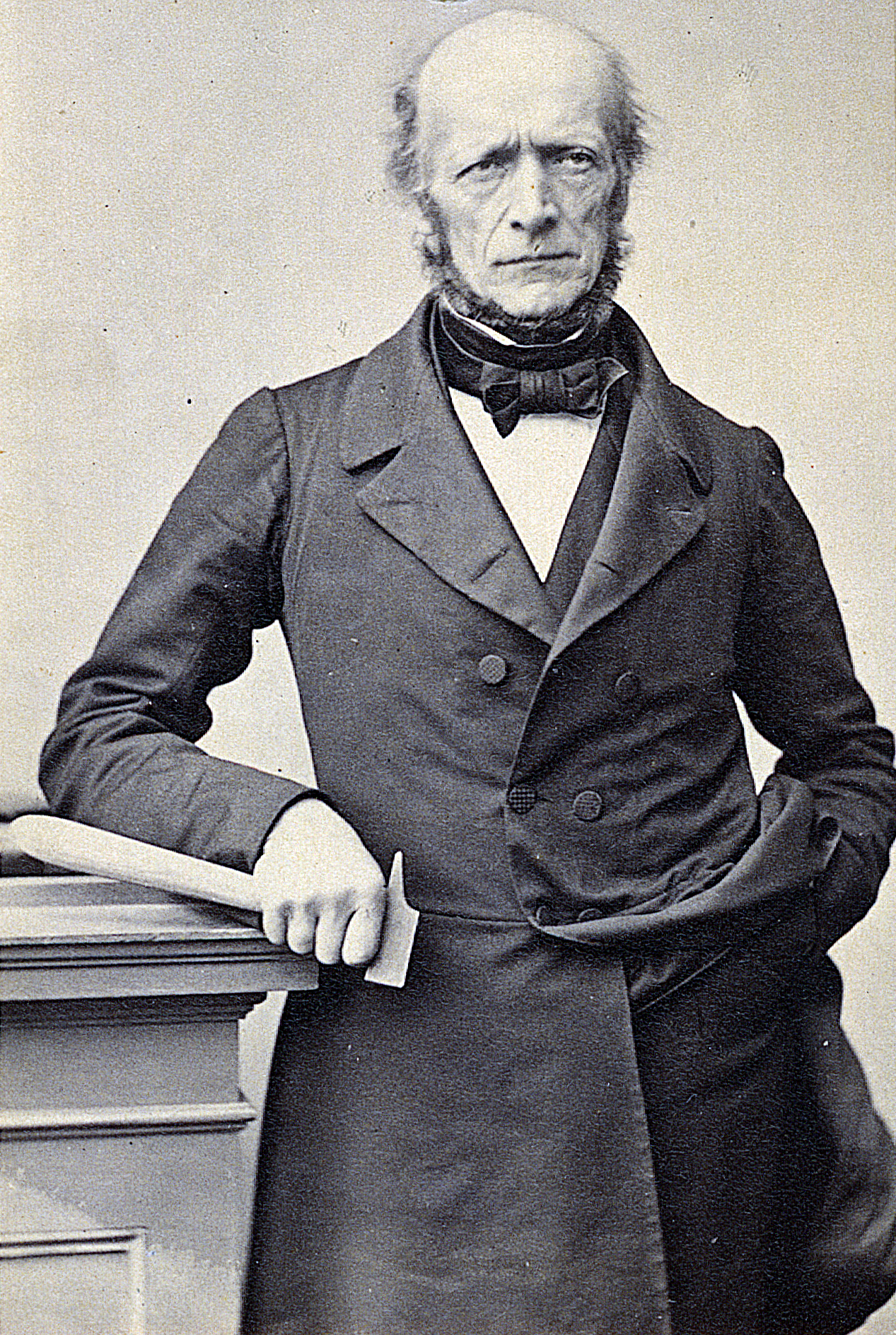
Portrait mit Geologenhammer, ca. 1870

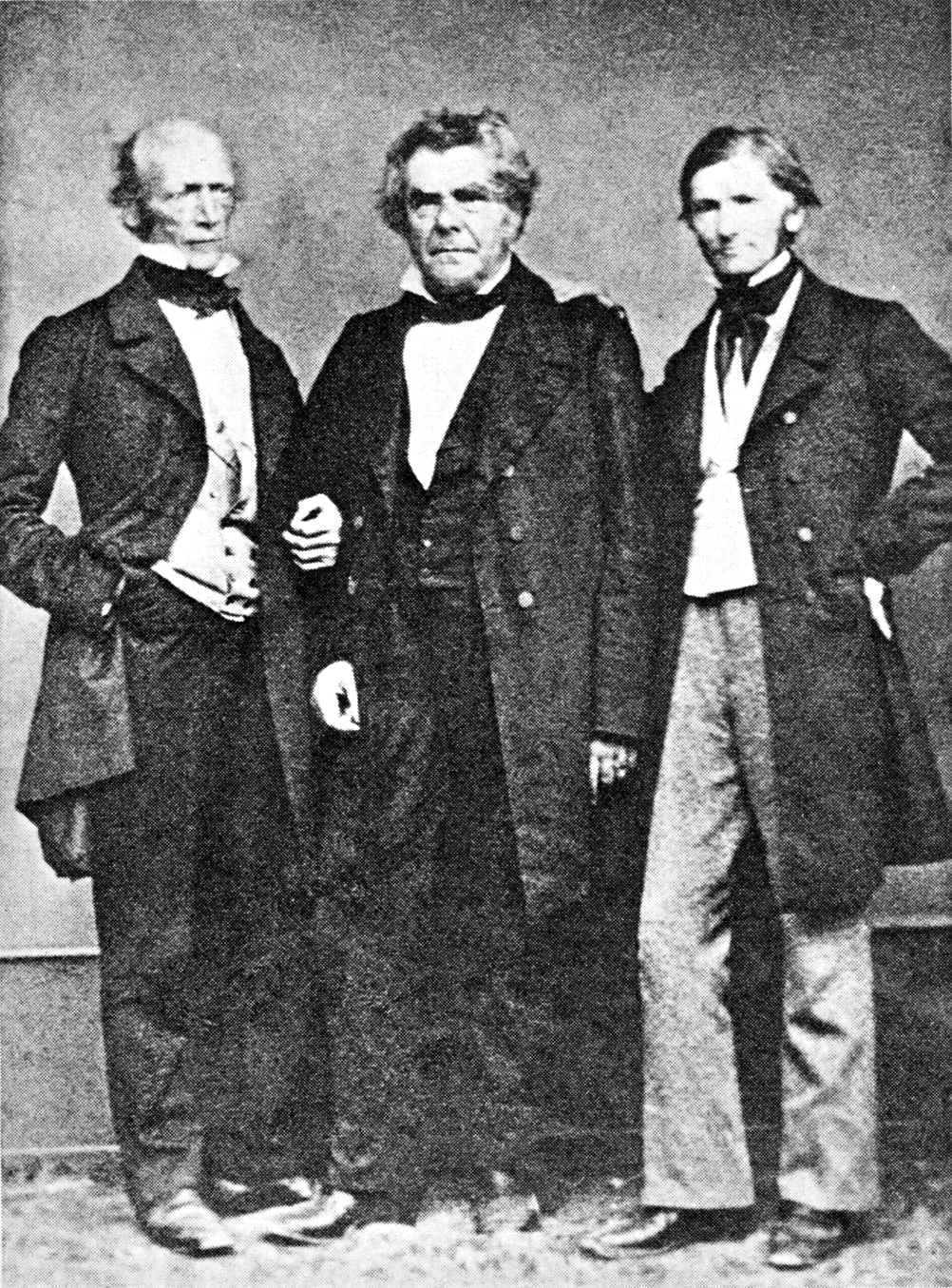
Arnold Escher (links) mit seinen Kollegen Peter Merian, Prof. für Physik, Chemie, Geologie und Paläontologie in Basel, und Oswald Heer, Prof. für Naturwissenschaften in Zürich

Arnold Escher von der Linth (* 8. Juni 1807 in Zürich; † 12. Juli 1872 ebenda; bis 1823 nur: Arnold Escher) war ein Schweizer Geologe.

## Leben
Arnold Escher wuchs in Zürich als einziger Sohn des Schweizer Staatsrats und Geologen Hans Konrad Escher auf. Nach dem Tod des Vaters 1823 beschloss der Zürcher Regierungsrat, zu dessen Ehren ihm und seinen männlichen Nachkommen den Ehrennamen Escher von der Linth zu geben – es wurde zu diesem Ereignis eine Eidgenössische Gedenkmünze geprägt.

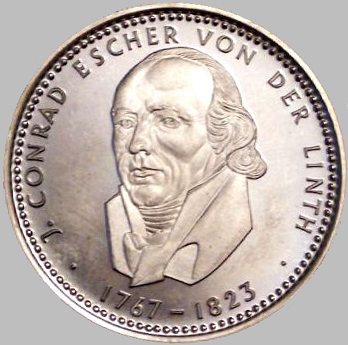
Gedenkmünze zu Ehren von Arnolds Vater, Hans Conrad Escher von der Linth (Prägung 1823)

Arnold Escher studierte von 1825 bis 1829 an verschiedenen Hochschulen, darunter an der Eidgenössischen Zentral-Militärschule Thun, den Universitäten in Genf (1825–1827) und Berlin (1827–1828, Mineralogie bei Gustav Rose) und begab sich auf eine anschliessende Studienreise durch Deutschland, Österreich und Oberitalien. Eine weitere Studienreise führte ihn 1830–1832 gemeinsam mit dem Berliner Geologen Friedrich Hoffmann durch Italien nach Sizilien.
Am 15. März 1834 habilitierte er sich zum Privatdozenten und wurde 1852 Professor an der Universität Zürich. 1856–1872 war er Professor (Ordinarius) für Geologie am neu geschaffenen Polytechnikum Zürich (heute ETH Zürich, als Doppelprofessur).
Escher heiratete 1857 Maria Barbara Ursula von Latour (1807–1863), die Schwester seines Studienfreundes, des Schulrats und Landrichters Alois de Latour (1815–1875). Arnold Escher starb am 7. Dezember 1872, er ist auf dem Privatfriedhof Hohe Promenade in Zürich begraben.

## Leistungen
Arnold Escher schuf eine Vielzahl geologischer Detailkarten der Schweizer Alpen und gilt mit Bernhard Studer und Peter Merian (1795–1883) als Urvater der Schweizer Alpengeologie. Mit seinem Freund und engsten Mitarbeiter Bernhard Studer publizierte er die erste geologische Karte der Schweiz. Escher beschrieb als Erster den Deckenschotter der Albiskette und nannte ihn Nagelfluh. Escher erkannte bereits 1841 die mechanische Deformation der Gesteine und den Faltenbau der Gebirge und legte damit die Grundlage zum Verständnis der alpinen Überschiebungstektonik und somit letztendlich der Plattentektonik. Gemeinsam mit seinem Kollegen, dem Paläontologen und Botaniker Oswald Heer, führte er von 1855 bis 1870 Exkursionen in die Alpen, die sich grosser Beliebtheit unter den Studenten erfreuten.
Neben seiner Lehr- und Forschungstätigkeit war er als geotechnischer Gutachter für kantonale Behörden und die Eidgenossenschaft tätig: im Eidgenössischen Zentralhilfskomitee (1868), SGG und Central-Comité (1834). Der Escherwald bei Morissen (Kanton Graubünden, Schweiz) geht auf eine Stiftung Eschers um 1874 zurück.
Escher erhielt einen Ehrendoktortitel der Universität Zürich und wurde zum Mitglied der Bayerischen Akademie der Wissenschaften (1854) und der Geological Society of London gewählt.
Er bestieg als Erster das Lauteraarhorn, 8. August 1842.
Der Dreitausender am Ursprung des Unteraargletschers wurde nach ihm Escherhorn benannt.
Die Linth-Escher-Stiftung ist nach Arnolds Vater Hans Conrad benannt.

## Schriften
- Erläuterung der Ansichten einiger Contact-Verhältnisse zwischen krystallinischen Feldspathgesteinen und Kalk im Berner Oberlande. Neuchâtel 1839, 14 S.
- mit B. Studer: Geologische Beschreibung von Mittelbünden (= Neue Denkschriften der Schweizerischen Naturforschungsgesellschaft). Georg, Basel 1839, 218 S., doi:10.3931/e-rara-10402
- Geologische Bemerkungen über das nördliche Vorarlberg und einige angrenzenden Gegenden. Zürich 1853, 135 S.
- mit B. Studer: Geologische Uebersichtskarte der Schweiz 1:760 000: Reduction der grössern geolog. Karte der Schweiz von B. Studer u. A. Escher. Verlag d. topogr. Anstalt v. J. Wurster & Randegger & Cie., Winterthur 1855.
- Geologischer Plan von Zürich und Umgebung 1:10 000. Naturforschende Gesellschaft Zürich, Verlag d. topogr. Anstalt v. J. Wurster & Randegger & Cie., Winterthur 1871.
- Geologische Karte des Sentis 1:25 000. Verlag d. topogr. Anstalt v. J. Wurster & Randegger & Cie., Winterthur 1873.
- Geologische Beschreibung der Sentis-Gruppe: Text zur Specialkarte des Sentis (1878) (= Beiträge zur geologischen Karte der Schweiz.13). In Commission bei J. Dalp, Bern, 260 S.
- Digitalisierte Werke Arnold Eschers von der Linth in e-rara.ch

Viele seiner Erkenntnisse sind in Form seiner Tagebücher erhalten.